# 盘洞卷叶蛛
盘洞卷叶蛛（学名：Dictyna paitaensis）为卷叶蛛科卷叶蛛属的动物。在中国大陆，分布于北京等地。该物种的模式产地在北京。